# Fouilloy (Somme)
Fouilloy és un municipi francès situat al departament del Somme i a la regió dels Alts de França. L'any 2007 tenia 1.812 habitants.

## Demografia

### Població

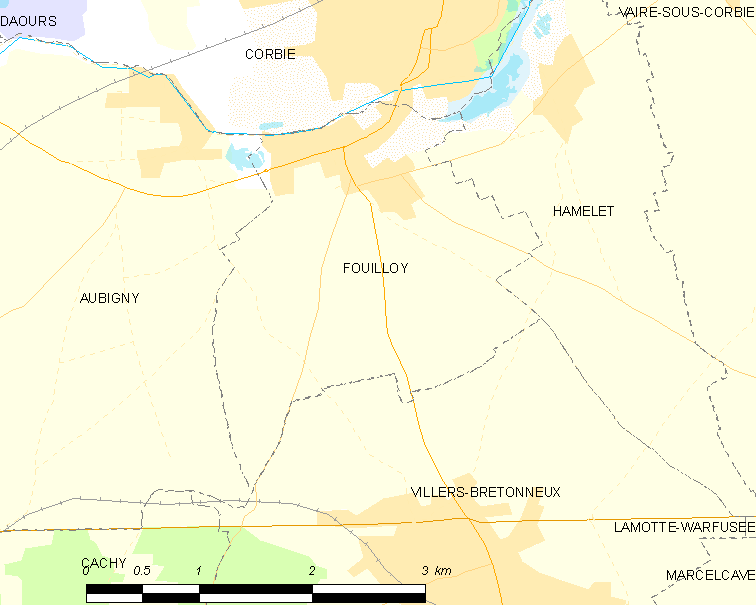
mapa municipi

El 2007 la població de fet de Fouilloy era de 1.812 persones. Hi havia 649 famílies de les quals 143 eren unipersonals (48 homes vivint sols i 95 dones vivint soles), 227 parelles sense fills, 239 parelles amb fills i 40 famílies monoparentals amb fills.
La població ha evolucionat segons el següent gràfic:
Habitants censats

### Habitatges
El 2007 hi havia 714 habitatges, 659 eren l'habitatge principal de la família, 6 eren segones residències i 49 estaven desocupats. 670 eren cases i 37 eren apartaments. Dels 659 habitatges principals, 497 estaven ocupats pels seus propietaris, 154 estaven llogats i ocupats pels llogaters i 8 estaven cedits a títol gratuït; 6 tenien una cambra, 25 en tenien dues, 103 en tenien tres, 185 en tenien quatre i 340 en tenien cinc o més. 489 habitatges disposaven pel capbaix d'una plaça de pàrquing. A 304 habitatges hi havia un automòbil i a 285 n'hi havia dos o més.

### Piràmide de població

escut

La piràmide de població per edats i sexe el 2009 era:
| Homes | Edats   | Dones |
| ----- | ------- | ----- |
| 0     | 95 o +  | 8     |
| 0     | 90 a 94 | 32    |
| 24    | 85 a 89 | 16    |
| 12    | 80 a 84 | 16    |
| 24    | 75 a 79 | 24    |
| 52    | 70 a 74 | 56    |
| 28    | 65 a 69 | 48    |
| 40    | 60 a 64 | 32    |
| 32    | 55 a 59 | 48    |
| 72    | 50 a 54 | 76    |
| 48    | 45 a 49 | 40    |
| 76    | 40 a 44 | 76    |
| 32    | 35 a 39 | 44    |
| 64    | 30 a 34 | 48    |
| 72    | 25 a 29 | 52    |
| 36    | 20 a 24 | 56    |
| 40    | 15 a 19 | 76    |
| 56    | 10 a 14 | 40    |
| 52    | 5 a 9   | 52    |
| 64    | 0 a 4   | 32    |

## Economia
El 2007 la població en edat de treballar era de 1.108 persones, 785 eren actives i 323 eren inactives. De les 785 persones actives 719 estaven ocupades (374 homes i 345 dones) i 66 estaven aturades (35 homes i 31 dones). De les 323 persones inactives 130 estaven jubilades, 96 estaven estudiant i 97 estaven classificades com a «altres inactius».

### Ingressos
El 2009 a Fouilloy hi havia 691 unitats fiscals que integraven 1.774,5 persones, la mediana anual d'ingressos fiscals per persona era de 18.684 €.

### Activitats econòmiques
Dels 36 establiments que hi havia el 2007, 1 era d'una empresa alimentària, 3 d'empreses de fabricació d'altres productes industrials, 5 d'empreses de construcció, 9 d'empreses de comerç i reparació d'automòbils, 4 d'empreses de transport, 3 d'empreses d'hostatgeria i restauració, 1 d'una empresa d'informació i comunicació, 1 d'una empresa financera, 2 d'empreses de serveis, 5 d'entitats de l'administració pública i 2 d'empreses classificades com a «altres activitats de serveis».
Dels 14 establiments de servei als particulars que hi havia el 2009, 3 eren tallers de reparació d'automòbils i de material agrícola, 1 taller d'inspecció tècnica de vehicles, 3 fusteries, 1 lampisteria, 1 electricista, 1 empresa de construcció, 2 perruqueries i 2 restaurants.
Dels 3 establiments comercials que hi havia el 2009, 1 era un hipermercat, 1 una botiga de menys de 120 m² i 1 una joieria.
L'any 2000 a Fouilloy hi havia 3 explotacions agrícoles.

## Equipaments sanitaris i escolars
L'únic equipament sanitari que hi havia el 2009 era una farmàcia.
El 2009 hi havia una escola elemental.

## Poblacions properes
El següent diagrama mostra les poblacions més properes.